# Utetheisa cruentata
Utetheisa cruentata là một loài bướm đêm thuộc phân họ Arctiinae, họ Erebidae.